# Ножівка по дереву

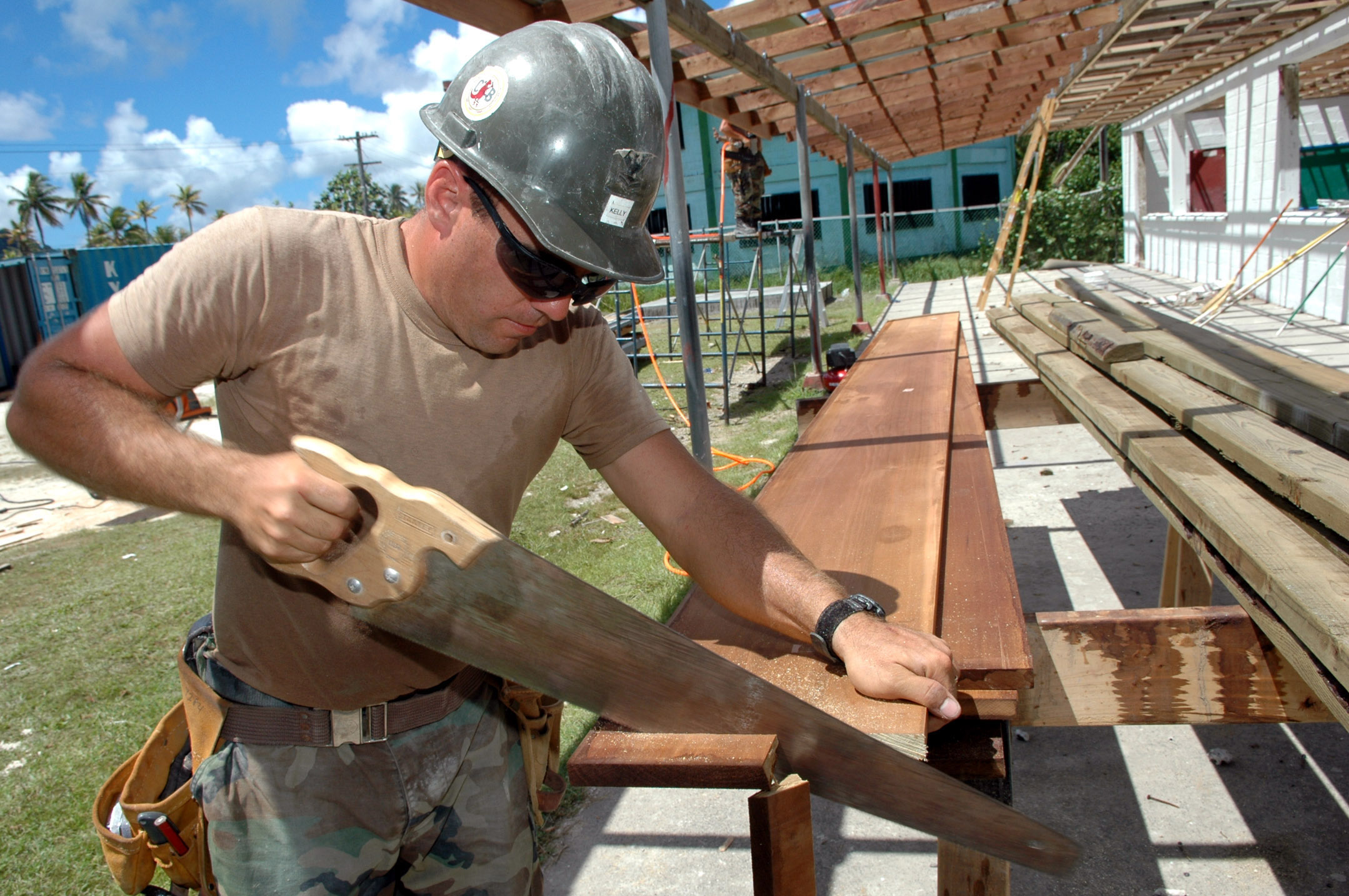
Пиляння дошки ножівкою

Ножі́вка по де́реву або ножова́ пи́лка — столярно-теслярський інструмент, різновид пилки для ручного розпилювання деревини.
Ножові пилки (ножівки) бувають широкі, вузькі і ножівки з обушком.

## Широка ножівка

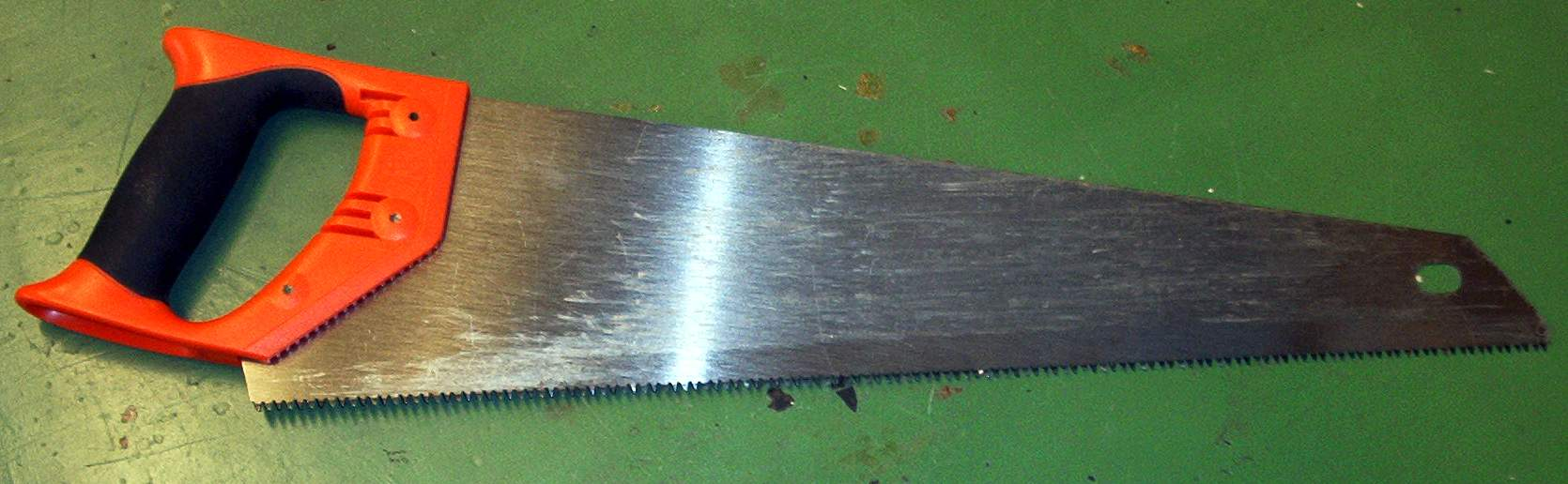
Ножівка широка поперечна

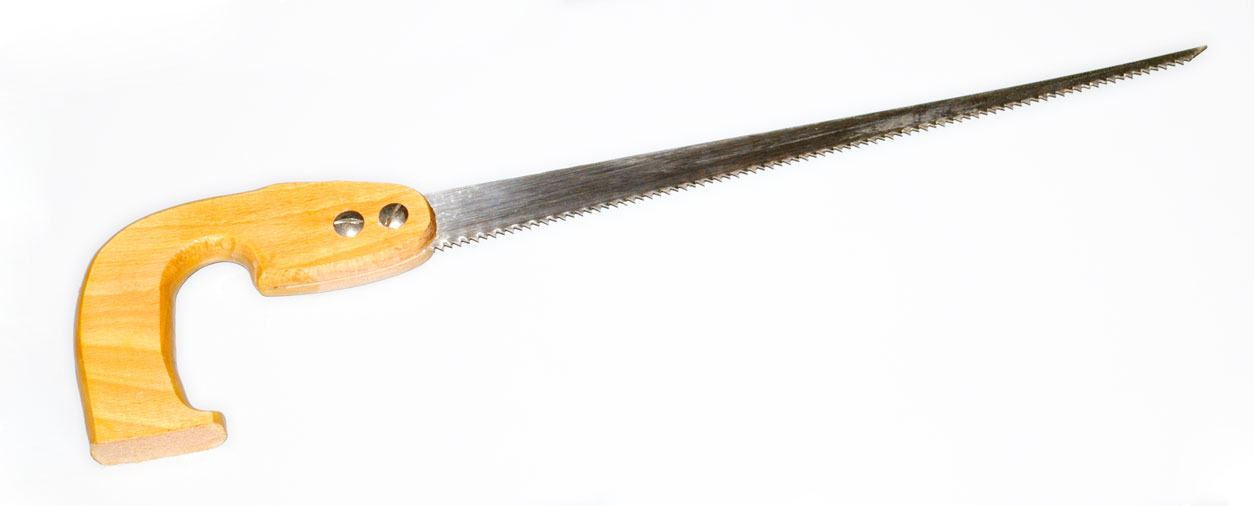
Вузька ножівка

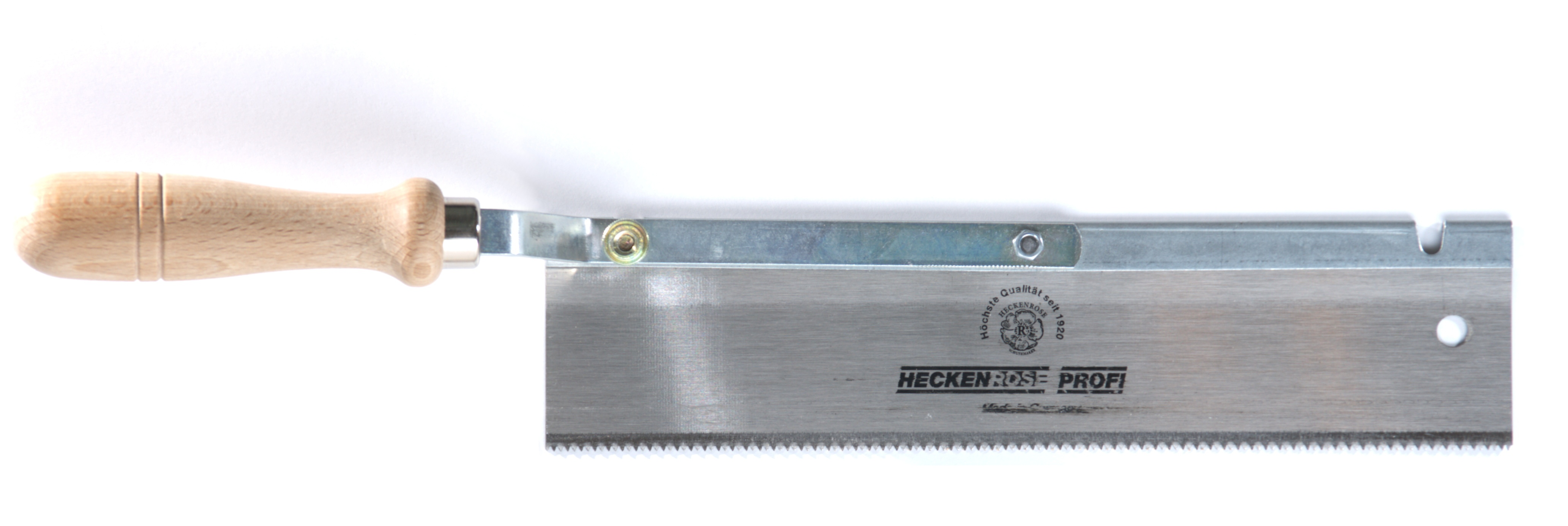
Ножівка з обушком

Широка ножівка застосовується для ручного розпилювання великогабаритних заготовок з деревини і деревинних матеріалів при виконанні столярних і теслярських робіт. Ножівки виготовляють для поперечного (тип 1, виконання 1 і 2), поздовжнього (тип 2, виконання 1 і 2) розпилювання деревини і універсальні (тип 3).
Широкі ножівки можуть мати довжину різальної частини від 250 до 650 мм, товщину полотна 0,5-1,2 мм. Зуби пилки мають форму трикутника з нахилом (коса заточка) або без нього (рівнобедрений трикутник) і кутом загострення 40-50°. Крок зубів може бути від 2,5 до 6,5 мм (для типів 1 і 2) та від 1,5 до 5,0 мм (для типу 3).
Зуби ножівок повинні бути заточені і розведені, причому зуб повинен бути розведений уздовж не менше 2/3 його висоти від вершини. Зуби ножівок типу 2 виконання 1 повинні мати пряме заточення тільки передньої грані зуба. Розвід зубів забезпечують почерговим відгином їх у різні сторони на величину (на одну сторону):
- 0,1-0,3 мм для зубів з кроком до 3 мм;
- 0,3-0,6 мм для зубів з кроком від 3,5 до 5,0 мм;
- 0,6-0,8 мм для зубів з кроком 6,0 мм і більше.

Приклад умовного позначення широкої ножівки з полотном типу 1, виконання 1, з довжиною різальної частини полотна 500 мм та кроком зубів 5 мм:
1-1-500-5 ГОСТ 26215-84
Полотна ножівок виготовляють із інструментальних сталей марок 8ХФ, 9ХФ, 9ХС за ГОСТ 5950-73, або У7, У7А, У8, У8А, У8Г, У8ГА, У9А, У10 за ГОСТ 1435-74, чи із сталі марок 65Г, 60С2А за ГОСТ 14959-79.
Ручки можуть виготовлятись з наступних матеріалів: фенопласту, поліетилену високої щільності, пиломатеріалів твердих листяних порід, алюмінієвих ливарних сплавів та конструкційних сталей.

## Вузька ножівка
Вузькою ножівкою розпилюють тонкі пиломатеріали, випилюють криволінійні деталі і виконують наскрізні пропили.

## Ножівка з обушком
Ножівку з обушком використовують для виконання неглибоких пропилів, зарізування на «вус» і розпилювання дрібних відрізків деревини, а також для припасування з'єднань. Верхня частина пилки має потовщення. Товщина ручки 22 мм; товщина полотна до 0,8 мм. Зуби мають форму прямокутного або рівнобедреного трикутника. Так як полотно має невелику товщину, для надання йому жорсткості у верхній частині приклепують обушок.
Різновид ножівки з обушком ножівку-наградку застосовують для пропилювань ненаскрізних пазів під шпонки, а також для випилювання вузьких пазів. Вона має товщину 0,4-0,7 мм.